# Cinnamomum hammelianum
Cinnamomum hammelianum là loài thực vật có hoa trong họ Nguyệt quế. Loài này được (W.C. Burger) Lorea-Hern. mô tả khoa học đầu tiên năm 2007.